# Estación de San Feliz
San Feliz es el nombre de una estación ferroviaria situada en la localidad de San Feliz de Torío, dentro del municipio español de Garrafe de Torío, en la provincia de León (Castilla y León). Forma parte de la red de ancho métrico de Adif, operada por Renfe Operadora a través de su división comercial Renfe Cercanías AM. Está integrada dentro del núcleo de Cercanías León al pertenecer a la línea C-1f, que une la estación de León-Matallana con la estación de Guardo-Apeadero. Cuenta también con servicios regionales de la línea R-4f, que une Léon con Bilbao. En 2021 la estación registró la entrada de 8 762 usuarios, correspondientes a los servicios de cercanías y regionales de Media Distancia.

## Situación ferroviaria
La estación forma parte de la línea férrea de ancho métrico de León-Matallana a Matallana, punto kilométrico 9,7 entre las estaciones de Villasinta y Palazuelo, tomando León-Matallana como punto de partida. Se encuentra a 876,76 metros de altitud. El trazado es de vía única y está sin electrificar. Según Adif, la denominación oficial de la línea a la que pertenece la estación es la 08-790 (Asunción Universidad-Aranguren).

## Historia
La estación fue inaugurada el 31 de mayo de 1923 con la puesta en marcha del tramo León-Matallana a Matallana, en la línea que pretendía enlazar León con Bilbao.
Las obras y la explotación inicial de la concesión corrieron a cargo de la sociedad de Ferrocarriles de La Robla, S.A., que desde 1905 ya había tomado el relevo a la Sociedad del Ferrocarril Hullero de La Robla a Valmaseda, S.A. que venía gestionando el tramo Matallana-Bilbao, en el resto de la línea de León a Bilbao.
En 1972, FEVE compró la compañía debido a la decadencia que padecía la línea, provocada por la falta de rentabilidad que sufrió la industria del carbón. Sin embargo, bajo el mandato de la empresa pública la explotación empeoró y la línea se cerró en 1991.
Esta medida no fue bien aceptada por los vecinos de las zonas afectadas que pidieron su reapertura. En noviembre de 1993, se reabrió el tramo de Matallana a Cistierna y el 19 de mayo de 2003 se reanudó el tráfico de viajeros entre León y Bilbao.
Desde el 1 de enero de 2013, en que se disolvió la empresa Feve en un intento del gobierno por unificar vía ancha y estrecha, se encomendó la titularidad de las instalaciones ferroviarias a Adif y la explotación de los servicios ferroviarios a Renfe Operadora, distinguiéndose la división comercial de Renfe Cercanías AM para los servicios de pasajeros y de Renfe Mercancías para los servicios de mercancías.

## La estación
Forma parte de las originales de la línea. En 2011 sufrió una gran remodelación para la adaptación tranviaria de León. El edificio de viajeros es una estructura a dos plantas, con tres vanos de arcos escarzanos por costado y planta. Dispone de una marquesina en todo el lateral del edificio. Dicho inmueble se sitúa a la derecha de las vías en kilometraje ascendente, presenta disposición lateral a la vía y está situado sobre el andén lateral junto al que discurre la vía principal. Frente a él se sitúa el andén central con acceso a dos vías derivadas. Existen dos andenes más en la zona norte del complejo que prestan servicio a una cuarta vía auxiliar, alejada del edificio de viajeros, finalizada en toperas y conectada en sentido León. Un ramal de tres vías más finalizan en toperas en una nave de grandes dimensiones, partiendo de la vía principal y conectada en sentido León igualmente. En una actuación reciente, se recrecieron andenes, dejando el edificio de viajeros a una cota inferior respecto de aquellos.
En 2022 Adif anunció futuras actuaciones en la estación, consistentes en acondicionar andenes, supresión del bloqueo telefónico y automatización de la línea.

## Servicios ferroviarios

### Regionales
Los trenes regionales que realizan el recorrido León - Bilbao (línea R-4f) tienen parada en la estación. Su frecuencia es de 1 tren diario por sentido. En las estaciones en cursiva, la parada es discrecional, es decir, el tren se detiene si hay viajeros a bordo que quieran bajar o viajeros en la parada que manifiesten de forma inequívoca que quieren subir. Este sistema permite agilizar los tiempos de trayecto reduciendo paradas innecesarias.
Las conexiones ferroviarias entre San Feliz y el resto de estaciones de la línea, para los trayectos regionales, se efectúan exclusivamente con composiciones de la serie 2700
| Línea | Origen/Destino   | Paradas intermedias | Destino/Origen |
| ----- | ---------------- | --- | -------------- |
|       | Bilbao Concordia | Amézola · Basurto Hospital · Zorroza-Zorrozgoiti · Iráuregui · Zaramillo · Sodupe · Aranguren · Aranguren-Apeadero · Zalla · Valmaseda · Arla-Berrón · Ungo-Nava · Mercadillo-Villasana · Cadagua · Bercedo-Montija · Quintana · Espinosa de los Monteros · Redondo · Sotoscueva · Pedrosa · Dosante Cidad · Robredo Ahedo · Soncillo · Cabañas de Virtus · Arija · Llano · Las Rozas de Valdearroyo · Montes Claros · Los Carabeos · Mataporquera · Cillamayor · Salinas de Pisuerga · Vado-Cervera · Castrejón de la Peña · Villaverde-Tarilonte · Santibáñez de la Peña · Guardo-Apeadero · Guardo · La Espina · Valcuende · Puente Almuhey · Cerezal de la Guzpeña · Prado de la Guzpeña · La Llama de la Guzpeña · Valle de las Casas · Sorriba · Cistierna · La Ercina · Boñar · La Vecilla · Matallana · San Feliz · Asunción/Universidad · Ventas/San Mamés | León-Matallana |

### Cercanías
Forma parte de la línea C-1f de Cercanías León. Las circulaciones que prestan servicio a esta estación son las que, partiendo de León-Matallana, finalizan el servicio en esta estación o bien continúan rindiendo viaje en Matallana, Cistierna o Guardo-Apeadero. 
Todos los servicios efectúan parada en todas las estaciones del recorrido. La frecuencia que presentan es de 14 trenes diarios por sentido en la relación con León. A partir de San Feliz, el servicio se reduce progresivamente y 13 trenes diarios la enlazan con Matallana, 6 con Cistierna y 2 con Guardo-Apeadero. Los sábados, domingos y festivos las circulaciones disminuyen, presentando 8 en la relación con León-Matallana, 7 con Matallana, 6 con Cistierna y una con Guardo-Apeadero.
Las conexiones ferroviarias entre San Feliz y el resto de estaciones de la línea, para los trayectos de cercanías, se efectúan con composiciones serie 2700 y de la serie 2600.
| procedencia/destino | < estación | Línea | estación > | destino/procedencia |
| ------------------- | ---------- | ----- | ---------- | ------------------- |
| León-Matallana      | Villasinta |       | Palazuelo  | Guardo-Apeadero     |